# Dagabur (sommergibile)
Il Dagabur è stato un sommergibile della Regia Marina.

## Storia
Nell'agosto-settembre 1937 fu impiegato in Mar Egeo, prendendo parte alla guerra di Spagna, senza tuttavia conseguire alcun risultato. 
Nel 1938 fu dislocato a Tobruk, mentre due anni dopo fu trasferito dapprima a Taranto e poi ad Augusta.
All'ingresso in guerra dell'Italia era comandante del Dagabur il tenente di vascello Domenico Romano.
Nel corso del 1940 e dei primi mesi del 1941 il sommergibile operò sia in funzione offensiva nel golfo di Taranto, che, con compiti offensivi, nelle acque della Libia e della Tunisia.
Il 29 marzo 1941 fu inviato, unitamente ad altri due sommergibili, tra Alessandria d'Egitto e Capo Krio: le tre unità – disposte ad intervalli di una sessantina di miglia – avrebbero dovuto formare uno sbarramento a copertura della squadra da battaglia impegnata nell'operazione «Gaudo», poi sfociata nel disastro di Capo Matapan. Alle 20.27 del 30 il Dagabur avvistò – in posizione 33°47' N e 25°24' E – l'incrociatore leggero HMS Bonaventure (che stava scortando, insieme a tre cacciatorpediniere, due trasporti), e, trovandosi in posizione e condizioni ideali per il lancio (la sagoma della nave era perfettamente riconoscibile perché era controluce proprio mentre tramontava il sole, inoltre l'incrociatore procedeva a bassa velocità), alle 20.37 lanciò due siluri, udendo due forti scoppi: non esistono notizie sull'esito, ma è probabile che il Bonaventure sia stato danneggiato. A rendere impossibile l'accertamento del risultato vi è il fatto che, poche ore dopo, la nave britannica fu silurata ed affondata dal sommergibile Ambra, in agguato 60 miglia a sudest del Dagabur.
Assunse poi il comando dell'unità il capitano di corvetta Alberto Torri.
Il 14 dicembre dello stesso anno il Dagabur attaccò il sommergibile britannico Talisman: ne derivò uno scontro in superficie con reciproco cannoneggiamento e lancio di siluri, che si concluse con un nulla di fatto.
Successivamente ne divenne comandante il tenente di vascello Renato Pecori.

### Affondamento
Ad inizio agosto 1942 lasciò Cagliari e fu inviato a sud di Ibiza e Maiorca ed a settentrione dell'Algeria, in un'area compresa tra i meridiani 1°40' E e 2°40' E. Il 10 agosto gli fu ordinato di segnalare l'avvistamento di unità nemiche, e di portarsi all'attacco solo dopo: era infatti iniziata l'operazione britannica «Pedestal», volta a rifornire Malta, operazione poi sfociata nella Battaglia di mezzo agosto, e si rendeva necessario che il convoglio inglese venisse attaccato da numerosi sommergibili. L'11 avvistò a sud delle Baleari la Forza «Bellows» britannica, formata dalla portaerei Furious e da otto cacciatorpediniere, e manovrò per avvicinarsi in superficie, ma, avvistato, fu speronato dal cacciatorpediniere HMS Wolverine ed affondò senza sopravvissuti, nel punto 37°18' N e 1°58' E. Anche il Wolverine subì gravi danni nella collisione, dovendo fare ritorno, scortato ed assistito, a Gibilterra.
Con il Dagabur s'inabissarono il comandante Pecori, altri 5 ufficiali e 39 fra sottufficiali e marinai.
Il sommergibile aveva effettuato in tutto 23 missioni di guerra, percorrendo un totale di 17.364 miglia in superficie e 3888 in immersione.